# Раков, Роман Иванович
Роман Иванович Раков (1909, село Убинка, Семипалатинская область, Казахская ССР — 3 января 1942 года, д. Овчинино Угодско-Заводского района Московской области (ныне Жуковский район Калужской области)) — советский военный лётчик, подполковник.

## Биография
Родился в 1909 году.
Участник боёв на Халхин-Голе. Участник Великой Отечественной войны.
Первый командир 178-го истребительного авиационного полка 6-го истребительного авиационного корпуса Московской зоны ПВО, подполковник.

Один из лучших командиров в корпусе. В условиях уже начавшихся боевых действий подполковник Р. Раков умело организовал обучение летчиков, которые только что окончили летные школы, и они в самые сжатые сроки смогли войти в боевой строй. Но Роман Иванович проявил себя не только способным организатором. Он был наставником, воспитателем, который благотворно влиял на нас, молодых летчиков, прежде всего своим личным примером высокой выучки, боевого мастерства.— Н. Юренев, подполковник запаса, бывший лётчик 178-го ИАП, 1984 год
Совершил 65 боевых вылета, провёл три воздушных боя в которых лично сбил два самолёта противника Ю-88.
3 января 1942 года — погиб в воздушном бою в районе д. Овчинино Угодско-Заводского района Московской области (ныне Жуковский район Калужской обл.).
Место захоронения: Московская область, г. Серпухов, ул. Красная Гора, Мемориал Славы (Изначально он был похоронен в другом месте, но в 1975 году состоялось торжественное перезахоронение).

## Награды
Был награждён:
- орденом Красного Знамени — за выполнение специального задания как участник воздушных боев на реке Халкин-Гол в Монголии.
- орденом Красного Знамени — посмертно.

На ряде интернет-ресурсов указывается, что является Героем Советского Союза, но это явная ошибка.

## Память
- 11 марта 1971 года — решением Серпуховского Городского совета вновь образованной улице[5] на участке от улицы Крупской до улицы Горького было присвоено имя Р. И. Ракова.
- На Мемориале на Красной горе в Серпухове высечены имена 33-х воинов 178-го истребительного авиаполка, в том числе имя Р. И. Ракова.[2]